# Jannik Sinner
Pour les articles homonymes, voir Sinner.
Jannik Sinner, né le 16 août 2001 à San Candido (Trentin-Haut-Adige), est un joueur de tennis italien, professionnel depuis 2018. Il est actuellement numéro 1 mondial en simple chez les hommes selon l'ATP, devenant le premier Italien à atteindre ce classement.
Il a remporté vingt titres en simple sur le circuit ATP Tour, dont quatre tournois du Grand Chelem : l'Open d'Australie en 2024 et 2025, le tournoi de Wimbledon 2025 ainsi que l'US Open 2024. Il a également remporté le Masters en 2024 et quatre tournois ATP Masters 1000 : Toronto 2023, Miami 2024, Cincinnati 2024 et Shanghai 2024. Il a aussi été l'un des artisans des victoires italiennes en Coupe Davis 2023 et 2024.
Malgré des résultats modestes chez les juniors, Jannik Sinner commence à jouer des tournois professionnels à l’âge de 16 ans et devient l’un des rares joueurs à remporter plusieurs titres sur le circuit ATP Challenger Tour à 17 ans. En 2019, il entre dans le top 100, remporte les Next Gen Finals et est désigné Révélation de l’année. En 2021, il devient le plus jeune vainqueur d’un tournoi ATP 500 en remportant le Washington Open, et le premier joueur né au XXIe siècle à intégrer le top 10 mondial. Il remporte son premier Masters 1000 à Toronto en 2023, termine finaliste du Masters et conduit l’Italie à la victoire en Coupe Davis.
Lors de l’Open d'Australie 2024, il bat le no 1 mondial Novak Djokovic en demi-finale puis s’impose face à Daniil Medvedev dans une finale en cinq manches, remontant un retard de deux sets. Il enchaîne ensuite avec trois titres en Masters 1000, l’US Open et le Masters, terminant l’année en tant que no 1 mondial. En 2025, il conserve son titre à l’Open d’Australie contre Alexander Zverev. Peu après, il est suspendu trois mois par l’AMA pour négligence dans le cadre d’une affaire de dopage remontant à la saison précédente (aucune intention n’ayant été retenue contre lui). Il atteint ensuite la finale de Roland Garros 2025 où il est battu par Carlos Alcaraz au terme d'un match achevé au super tie-break du cinquième set, et historique par sa durée (5 h 29). Lors de Wimbledon 2025, il parvient à s'imposer en finale face à Carlos Alcaraz après avoir perdu face à ce dernier en finale de Roland-Garros 2025, au Masters 1000 de Rome 2025, en demi-finale de Roland-Garros 2024 ou encore à l'US Open 2022 en quarts de finale.

## Biographie
Jannik Sinner est le fils de Hanspeter et Siglinde Sinner, qui ont tenu le refuge de montagne Fondovalle (Talschlusshütte) dans le val Fiscalina pendant vingt ans environ, lui en cuisine, elle en salle, jusqu'en 2022, avant que Hanspeter collabore avec son fils. Il a un frère aîné, adopté : Mark, né en Russie,,. 
Né à San Candido dans le Trentin-Haut-Adige (Tyrol du Sud), il grandit en Italie dans le village de Sesto, situé dans la province de Bolzano.
Avant de se consacrer pleinement au tennis, il participe à de nombreuses compétitions de ski alpin, devenant champion d'Italie en 2008 et vice-champion d'Italie en 2012 de slalom géant (catégorie « benjamins »). Il déclare à ce propos : « j'étais meilleur au ski qu'en tennis, mais je n'ai pas de regrets […]. Ce sont deux sports qui n'ont rien à voir. Mais peut-être que grâce au ski, j'ai un jeu de jambes un peu plus solide, et que ça m'aide sur l'équilibre et les glissades ».
À l'âge de 13 ans, il rejoint l'académie de tennis de Riccardo Piatti, à Bordighera.
Depuis 2020 il réside à Monte-Carlo[source insuffisante].
Le 27 mai 2024, il confirme être en couple avec la joueuse de tennis russe Anna Kalinskaya. Le couple se sépare en avril 2025. 

## Carrière

### 2018: circuit Futures
Après avoir gagné deux titres en juniors en 2017, Jannik Sinner se lance sur le circuit Futures en janvier 2018. Il décide dès lors de favoriser les tournois de cet échelon du tennis professionnel au détriment des tournois juniors. Il motive sa décision de cette manière : « je n'ai jamais aimé le circuit juniors. En juniors, tu gagnes des matchs parce que les autres le perdent, alors qu'en Futures, tu dois être plus fort mentalement, tout est un cran au-dessus ». Peu après son 17e anniversaire, il atteint sa première finale dans un tournoi professionnel à Santa Cristina Valgardena.

### 2019: premiers tournois ATP et victoire au NextGen ATP Finals

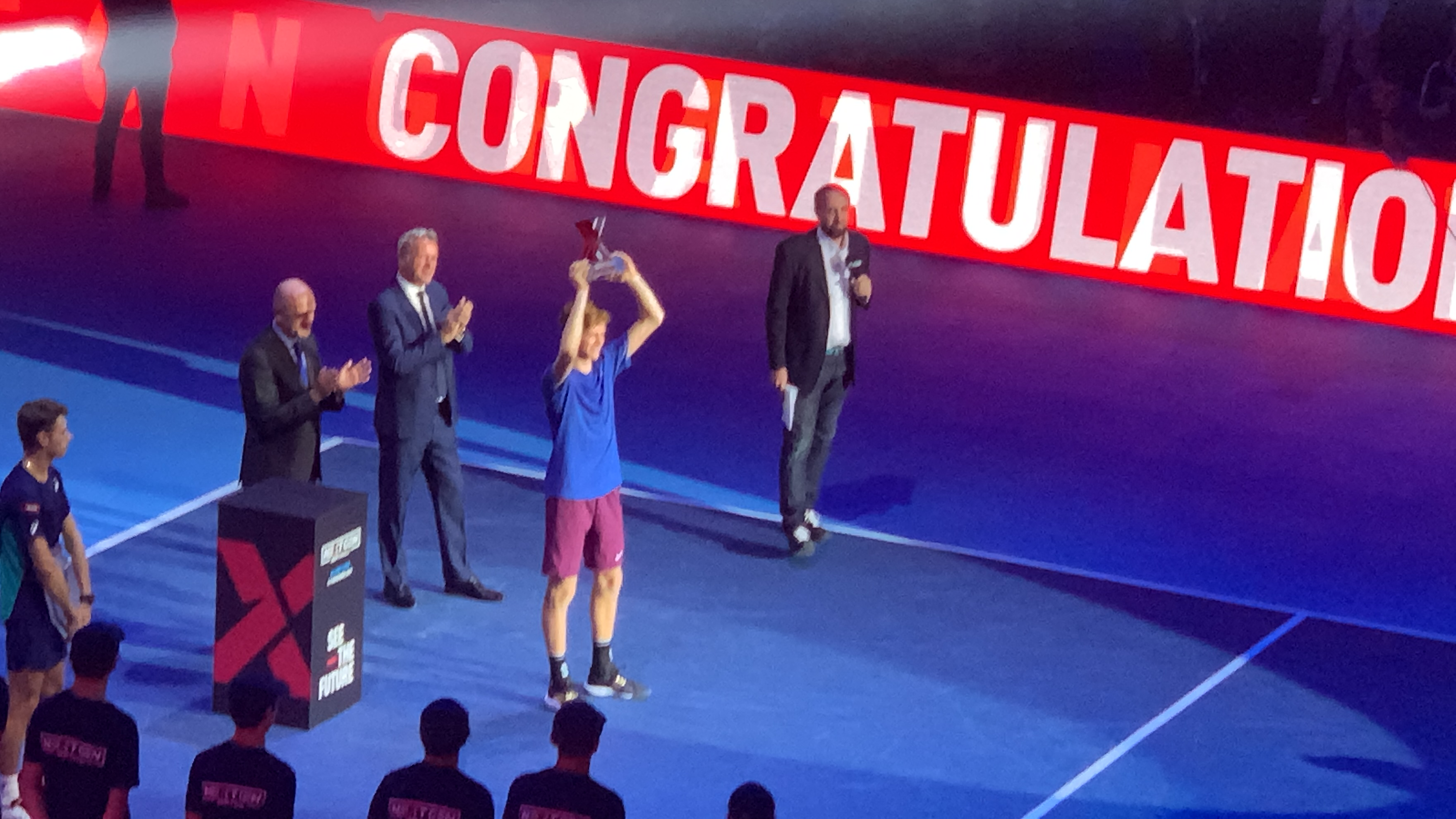
Jannik Sinner en train de soulever son trophée lors des Next Gen ATP Finals en 2019.

Il se fait remarquer début 2019 en s'imposant au tournoi Challenger de Bergame. Il enchaîne par deux autres succès en catégorie Futures. Pour ses débuts sur le circuit ATP, il bat le Hongrois Máté Valkusz au premier tour du tournoi de Budapest. Il atteint ensuite la finale du tournoi Challenger d'Ostrava où il est battu par Kamil Majchrzak. Lors du Masters de Rome, il sauve une balle de match puis écarte Steve Johnson avant de s'incliner contre Stéfanos Tsitsipás. Lors de la tournée américaine, il s'impose au Challenger de Lexington, puis sort des qualifications de l'US Open mais cède au premier tour face à Stanislas Wawrinka en quatre sets. Au mois d'octobre, il est demi-finaliste à Anvers en écartant notamment Gaël Monfils puis Frances Tiafoe. Il cède, une fois de plus, face à Stanislas Wawrinka en demi-finale.
En fin de saison, invité à disputer les Next Gen ATP Finals, il crée la surprise en remportant le tournoi en battant en finale Alex de Minaur. Au cours de ce tournoi réunissant les huit meilleurs jeunes de moins de 21 ans, il n'est défait qu'une seule fois, par le Français Ugo Humbert, dans un match finalement sans intérêt pour l'Italien, déjà qualifié pour les demi-finales. Il remporte la semaine suivante le Challenger d'Ortisei, ce qui lui permet de monter à la 78e place mondiale.

### 2020: premier titre ATP, 1/4 de finale à Roland-Garros et premières victoires sur des top 10
Après une tournée australienne infructueuse, il se rend à Rotterdam où il écarte David Goffin au second tour mais s'incline en quart contre Pablo Carreño Busta malgré deux balles de match dans le tie-break (5-7, 6-3, 66-7). Sur la terre battue du Masters de Rome, il passe facilement Benoît Paire puis vainc (6-1, 69-7, 6-2) en 2 h 13 min de jeu, Stéfanos Tsitsipás. Mais il perd contre Grigor Dimitrov (6-4, 4-6, 4-6) en huitième de finale.
En 2020, Jannik Sinner commence les Internationaux de France en battant le 13e mondial David Goffin (7-5, 6-0, 6-3). Il élimine ensuite Benjamin Bonzi et Federico Coria pour se qualifier pour les huitièmes de finale. Il y crée l'exploit en battant le 6e joueur mondial et récent finaliste de l'US Open, Alexander Zverev (6-3, 6-3, 4-6, 6-3) en trois heures de jeu et devient le premier joueur depuis 2005 à atteindre les quarts de finale dès sa première participation à Roland-Garros depuis Rafael Nadal,. Il est éliminé par celui-ci en 3 sets (64-7, 4-6, 1-6) en 2 h 49 min et ayant résisté au majorquin lors des deux premiers sets dans une rencontre débutant tard et s'étant fini à 1 h 26 du matin.
En indoor au bett1HULKS Championships de Cologne, Sinner arrive dans le dernier carré après ses victoires sur James Duckworth, Pierre-Hugues Herbert et contre Gilles Simon. Il s'incline contre le futur vainqueur, l'Allemand Alexander Zverev (63-7, 3-6). Il dispute son dernier tournoi de l'année à Sofia. Il passe facilement ses premiers tours puis perd une manche contre Alex de Minaur en quart de finale. l'Italien se qualifie pour sa première finale de sa carrière en battant (6-3, 7-5) le Français Adrian Mannarino. Il remporte son premier titre en carrière à 19 ans, dans une rencontre compliquée (6-4, 3-6, 7-63) face à Vasek Pospisil avec un tie-break final tendu pour conclure.

### 2021: entrée dans le top 10, quatre titres et première finale en Masters 1000

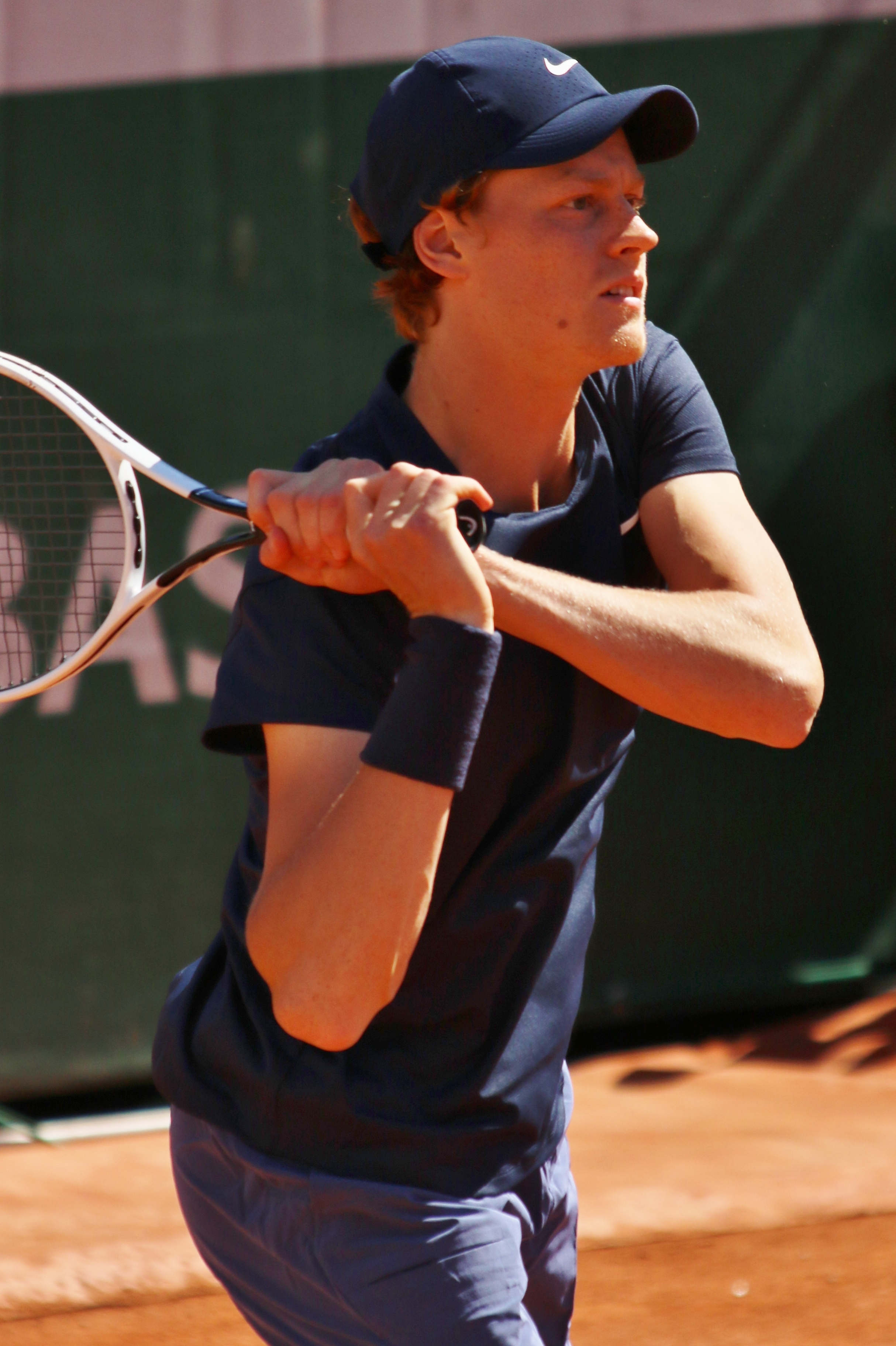
Jannik Sinner aux Internationaux de France de tennis 2021.

Jannik Sinner démarre sa saison 2021 par le Great Ocean Road Open à Melbourne. Il écarte Karen Khachanov en demi-finale (7-64, 4-6, 7-64) puis son compatriote Stefano Travaglia (7-64, 6-4) en finale pour obtenir son deuxième titre ATP en carrière.
Lors de l'Open d'Australie, il est éliminé au premier tour par le 12e mondial Denis Shapovalov dans une rencontre de haut niveau disputée en cinq manches (6-3, 3-6, 2-6, 6-4, 4-6).
Il enchaîne par une légère contre-performance (témoin de son niveau d'exigence) au tournoi de Montpellier où il s'incline d'entrée face à Aljaž Bedene en trois sets et une défaite logique en quarts de finale à l'Open de Marseille face au futur numéro 2 mondial, Daniil Medvedev (2-6, 4-6). Mais il se rattrape vite au Tournoi ATP 500 de Dubaï où il bat Alexander Bublik (2-6, 7-62, 6-4) puis le numéro 12 mondial, Roberto Bautista-Agut (6-4, 3-6, 7-5) avant de s'incliner en quart de finale face au futur vainqueur du tournoi, le surprenant Russe Aslan Karatsev (7-65, 3-6, 2-6).
Au Masters de Miami, il continue son ascension en battant sur son chemin le Français Hugo Gaston (6-2, 6-2), le Russe Karen Khachanov (4-6, 7-62, 6-4) dans un nouveau match marathon, puis Emil Ruusuvuori (6-3, 6-2) et Alexander Bublik (7-65, 6-4) en 1 h 40 min de jeu. Ce dernier s'étonna qu'un « gamin de 15 ans » puisse le battre. Il se hisse ensuite à sa première finale de Masters 1000 en éliminant le no 12 mondial, Roberto Bautista-Agut (5-7, 6-4, 6-4) en 2 h 28 min de jeu et devient ainsi le plus jeune joueur à atteindre une finale en Masters 1000 depuis Rafael Nadal en 2005. Il s'inclinera contre son ami, le Polonais Hubert Hurkacz (64-7, 4-6) après 1 h 43 min de jeu dans cette finale de novice. Finaliste lors de sa 4e participations dans un Masters 1000 est un record. Cette performance le monte à la vingt-deuxième place mondiale.
Participant au Masters de Monte-Carlo, il perd au deuxième tour, face à Novak Djokovic no 1 mondial, (4-6, 2-6), lequel s'incline le tour suivant. Il ne reste pas longtemps sur un mauvais résultat puisqu'au Tournoi de Barcelone, il bat Egor Gerasimov (6-3, 6-2), Roberto Bautista-Agut pour la troisième fois en quelques semaines (7-69, 6-2), puis Andrey Rublev (6-2, 7-66) pour atteindre les demi-finales où il perd face à Stéfanos Tsitsipás (3-6, 3-6) en 1 h 23 min. Sa préparation pour le tournoi de Roland-Garros se termine par des résultats en deçà de ses espérances. Surtout au Masters de Rome, il s'incline une nouvelle fois, au deuxième tour, face à Rafael Nadal (5-7, 4-6).
À Roland-Garros, Sinner arrive en seconde semaine avec trois sets de perdus où il perdra en huitièmes de finale contre Rafael Nadal (5-7, 3-6, 0-6) après 2 h 17 min de jeu.
L'Italien rebondit en août à l'ATP 500 de Washington en s'offrant son plus grand titre avec une victoire finale sur l'Américain Mackenzie McDonald (7-5, 4-6, 7-5). Il déçoit à Toronto et Cincinnati avant d'atteindre les huitièmes de finale à l'US Open. Sortant vainqueur de son gros combat face à Gaël Monfils mais s'inclinant (4-6, 4-6, 67-7) en 2 h 25 min contre Alexander Zverev.
Début octobre, il conserve son titre à l'Open de Sofia en battant de nouveau Gaël Monfils et sans perdre de set de la semaine. Il commence l'ATP 250 d'Anvers en tant que tête de série no 1. Il se hisse facilement en finale qui l'oppose à Diego Schwartzman. Durant celle-ci il mène tout au long du match ce qui lui permet de l'emporter et ainsi gagner son cinquième titre ATP. Il améliore son classement ATP et atteint la 9e place. Puis suit l'Open de Vienne, il passe Reilly Opelka, Dennis Novak et Casper Ruud pour atteindre le dernier carré. Il tombe sur un excellent Frances Tiafoe (6-3, 5-7, 2-6) et d'une rencontre tendue.
Enfin Sinner participe ATP Finals de Turin en tant que remplaçant, il fera son entrée en lice à cause du forfait de Matteo Berrettini. Il remporte son premier match facilement contre Hubert Hurkacz, et s'inclinant pour son dernier match de poule (0-6, 7-65, 68-7) dans un match serré de deux heures et demi contre Daniil Medvedev.
Malgré cette défaite au couteau, Sinner y voit de la satisfaction et lui permet de finir l'année dans le top 10, à la 10e place mondiale.

### 2022: changement d'entraîneur et plafond de verre des quarts de finales en Grand Chelem
Il commence l'année par trois victoires à l'ATP Cup, puis dispute l'Open d'Australie. Il s'impose contre trois joueurs classés hors du Top 100, João Sousa, Steve Johnson et Taro Daniel. Il vainc ensuite le local, Alex de Minaur en trois sets (7-63, 6-3, 6-4) en 2 h 35 min et accède pour la première fois en quarts de finale à Melbourne. Il tombe contre le Grec, numéro quatre mondial, Stéfanos Tsitsipás pour leur premier duel sur dur, en trois sets (3-6, 4-6, 2-6) en tout juste deux heures.
Il annonce en février se séparer de son entraîneur historique Riccardo Piatti avec qui il travaillait depuis l'âge de 13 ans pour le remplacer par le relativement peu expérimenté du haut niveau Simone Vagnozzi, auquel il associera plus tard dans la saison Darren Cahill.
Les résultats des mois suivants sont du même calibre : il atteint les quarts de finale au tournoi de Dubaï où il perd contre Hubert Hurkacz. Malade, il est contraint de se retirer en huitièmes de finale du Masters d'Indian Wells. Au Masters de Miami, il passe Emil Ruusuvuori difficilement en trois manches, puis Pablo Carreño Busta (5-7, 7-5, 7-5) en sauvant cinq balles de match et dans un match rocambolesque, bat l'Australien Nick Kyrgios (7-63, 6-3). Diminué par une ampoule au pied, il abandonne en quarts de finale à Miami, face à Francisco Cerúndolo.

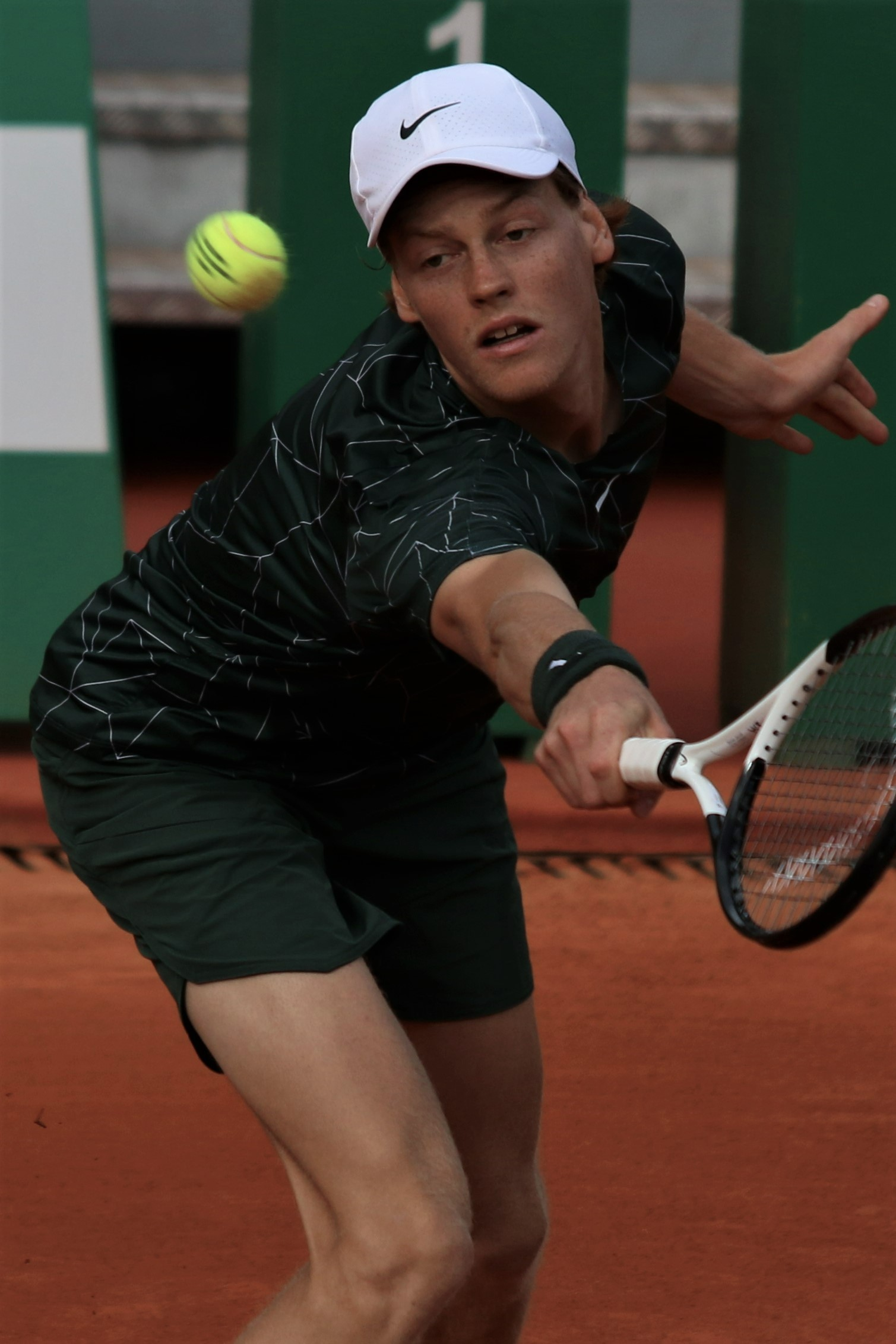
Jannik Sinner lors du Masters de Monte-Carlo en 2022.

Il commence sa tournée sur terre battue en atteignant les quarts de finale du Masters de Monte-Carlo, battant notamment Andrey Rublev, 8e joueur mondial en trois sets (5-7, 6-1, 6-3) et est éliminé par Alexander Zverev en trois sets serrés (7-5, 3-6, 65-7). Il s'incline ensuite sèchement au Masters de Madrid au troisième tour contre le Canadien Félix Auger-Aliassime, pour la première confrontation entre les deux hommes. Puis un nouveau quarts de finale au Masters de Rome contre Stéfanos Tsitsipás.
Il améliore ses résultats dans chacun des Masters 1000 se disputant sur terre. Il termine la tournée sur l'ocre en huitièmes de finale à Roland-Garros, abandonnant contre le Russe Andrey Rublev, à cause d'une douleur au genou.
Pour sa rentrée sur gazon, il dispute le tournoi d'Eastbourne et s'incline dès le deuxième tour contre l'Américain Tommy Paul. Lors du tournoi de Wimbledon, Sinner avance avec autorité, battant Stanislas Wawrinka en quatre manches puis Mikael Ymer et John Isner sans perdre un set. Il fait face à son rival, Carlos Alcaraz qu'il vainc en huitièmes de finale (6-1, 6-4, 68-7, 6-3) en 3 h 35 min de jeu et ainsi devient le 3e plus jeune joueur depuis début 2000 à s'être qualifié en quarts de finale sur les trois surfaces en Grand Chelem. Dans une rencontre qu'il maitrisait, il finit par perdre le fil, dépassé également par la soudaine augmentation du niveau de son adversaire ; Sinner s'incline aux portes des demi-finales en cinq sets par Novak Djokovic (7-5, 6-2, 3-6, 2-6, 2-6) après 3 h 35 min de jeu.
Il s'envole fin août pour la Croatie où il dispute l'Open d'Umag. Il y remporte des matchs contre deux Espagnols, Jaume Munar et Roberto Carballés Baena, ainsi qu'une demi-finale contre le 136e joueur mondial Franco Agamenone. Il dispose en finale de nouveau d'un Espagnol, Carlos Alcaraz, alors 5e joueur mondial en trois sets (65-7, 6-1, 6-1). C'est la première fois qu'il bat un membre du Top 5 et son premier tournoi de l'année. C'est également son premier tournoi remporté sur terre battue.
Il part début août disputer la tournée américaine et est éliminé en seizièmes de finale au Masters du Canada (contre Pablo Carreño Busta) et au Masters de Cincinnati (contre le Canadien Félix Auger-Aliassime, malgré deux balles de match obtenues).
À l'US Open, il améliore son meilleur résultat en disposant successivement de Daniel Altmaier en cinq sets, des locaux Christopher Eubanks et Brandon Nakashima et du Biélorusse Ilya Ivashka, là encore en cinq sets. Il retrouve en quart de finale Carlos Alcaraz, et s'incline face à l'Espagnol en cinq sets serrés (3-6, 7-67, 7-60, 5-7, 3-6) après 5 h 15 min de jeu et malgré une balle de match obtenue dans la quatrième manche,.
Il abandonne un mois plus tard en demi-finale de l'Open de Sofia contre le Danois Holger Rune, à la suite d'une mauvaise chute, puis s'incline fin octobre en quarts de finale de l'Open de Vienne contre le numéro quatre mondial, Daniil Medvedev (4-6, 2-6). Il s'incline la semaine suivante dès le premier tour du Masters de Paris-Bercy contre la qualifié Suisse Marc-Andrea Hüsler (2-6, 3-6) et voit ses chances de participer au Master de fin d'année s'envoler.

### 2023:1ersacre en Masters 1000 à Toronto, quatre titres ATP, finale à Miami, numéro 4 mondial, victoire en Coupe Davis, première demi-finale en Grand Chelem à Wimbledon et finaliste des ATP Finals
Jannik Sinner commence l'année par un quart de finale à Adelaïde, s'inclinant devant l'Américain Sebastian Korda (5-7, 1-6). Mi-janvier, il dispute l'Open d'Australie où il élimine facilement Kyle Edmund (6-4, 6-0, 6-2) et Tomás Martín Etcheverry	 (6-3, 6-2, 6-2). Il remonte au troisième tour un handicap de deux sets à zéro contre le Hongrois Márton Fucsovics (4-6, 4-6, 6-1, 6-2, 6-0) et parvient en deuxième semaine. Il est éliminé en huitièmes de finale par le Grec Stéfanos Tsitsipás, comme l'année précédente , cette fois en 5 sets (4-6, 4-6, 6-3, 6-4, 3-6). Proposant une grosse bataille sans parvenir à convertir ses opportunités (il manque lors de ce match 22 balles de break sur 26 obtenues) dans les deux premiers sets, il se reprend et domine largement les débats dans les deux suivants avant de craquer dans le set décisif face au Grec plein de confiance, finaliste du tournoi cette année là.
Il participe au tournoi ATP 250 de Montpellier où il bénéficie du forfait de Márton Fucsovics, ce qui lui permet de se hisser directement en quarts de finale, où il affronte son compatriote Lorenzo Sonego. Jannik Sinner l'emporte (6-4, 6-2) et avance jusqu'en demi-finale où il retrouve le jeune Français Arthur Fils. Après un premier set serré, c'est finalement l'Italien qui l'emporte (7-5, 6-2). Il conclut la semaine par une finale contre l'Américain d'origine française Maxime Cressy. Le premier set se termine au tie-break, les deux joueurs n'arrivant pas à réaliser leurs balles de break (3 pour l'Américain et 2 pour l'Italien). Finalement, c'est Sinner qui gagne le match (7-63, 6-3) et le tournoi, après avoir réussi à breaker Cressy dans le deuxième set.
Il continue d'enchaîner les bons résultats en atteignant la finale du tournoi de Rotterdam la semaine suivante, alors qu'il n'est pas tête de série. Il élimine tout d'abord le Français Benjamin Bonzi (6-2, 3-6, 6-1) puis prend sa revanche sur le numéro trois mondial et récent finaliste de l'Open d'Australie, Stéfanos Tsitsipás (6-4, 6-3), après se défait du vétéran Stanislas Wawrinka (6-1, 6-3) et bat l'invité Tallon Griekspoor (7-5, 7-65). Il se fait néanmoins renverser en finale par l'ex numéro un mondial, Daniil Medvedev (7-5, 2-6, 2-6). Alors qu'il doit disputer le tournoi de Marseille la semaine suivante, il déclare forfait juste avant de commencer son premier match du tournoi, se sentant fatigué et fiévreux.
En mars, il élimine à Indian Wells deux Français, Richard Gasquet (6-3, 7-6) et Adrian Mannarino (7-6, 6-4), le Suisse Stanislas Wawrinka (6-1, 6-4) et le tenant du titre Taylor Fritz (6-4, 4-6, 6-4) pour jouer sa première demi-finale de Masters 1000 depuis deux ans. Il est battu à ce stade par l'Espagnol numéro deux et futur vainqueur Carlos Alcaraz (6-7, 3-6). La semaine suivante, il écarte le Serbe Laslo Djere (6-4, 6-2), le Bulgare Grigor Dimitrov (6-3, 6-4), le septième mondial Andrey Rublev (6-2, 6-4), le Finlandais Emil Ruusuvuori (6-3, 6-1) pour jouer une deuxième demi-finale de Masters 1000 consécutive contre l'Espagnol Carlos Alcaraz, numéro un au classement ATP et tenant du titre. Il prend sa revanche (6-7, 6-4, 6-2) et accède pour la deuxième fois de sa carrière à la finale d'un Masters 1000, la deuxième fois à Miami. Il retrouve le Russe Daniil Medvedev, qui reste sur 23 victoires lors de ses 24 derniers matchs et finaliste à Indian Wells. Il est battu en finale (5-7, 3-6).
Pour le début de la saison sur terre battue, il s'engage dans le Masters 1000 de Monte-Carlo mi-avril. Il sort au deuxième tour l'ancien demi-finaliste de Roland Garros, l'Argentin Diego Schwartzman (6-0, 3-1 ab.), renverse le Polonais Hubert Hurkacz (3-6, 7-6, 6-1) après avoir sauvé une balle de match et sort son compatriote Lorenzo Musetti (6-2, 6-2) qui avait battu le numéro un Novak Djokovic la veille. Passé en demi-finale, il se fait battre par le jeune Danois Holger Rune (6-1, 5-7, 5-7) dans un match interrompu par la pluie. Il écarte la semaine suivante à Barcelone de nouveau Diego Schwartzman (6-2, 6-4) et le Japonais Yoshihito Nishioka (6-1, 4-6, 6-3). Malade, il déclare forfait en quart de finale, alors qu'il allait retrouver comme à Monte-Carlo son compatriote Lorenzo Musetti. Il est également contraint au forfait à Madrid.
Il revient à Rome pour disputer le dernier Masters 1000 sur terre battue de la saison. Il sort facilement le qualifié Thanasi Kokkinakis (6-1, 6-4), plus difficilement le repêché Alexander Shevchenko (6-3, 6-7, 6-2), pour ensuite se faire éliminer par l'Argentin Francisco Cerúndolo en huitièmes de finale (7-6, 2-6, 2-6). À Roland-Garros, il se fait sortir au deuxième tour par l'Allemand Daniel Altmaier, 79e mondial, en cinq sets, après un combat de 5 h 26 min (7-6, 6-7, 6-1, 6-7, 5-7).
Pour le début de saison sur gazon, il décide de s'aligner au tournoi de Bois-le-Duc. Il se défait facilement du Kazkah Alexander Bublik (6-4, 6-2) puis se fait sortir par le Finlandais Emil Ruusuvuori. Il continue la tournée sur gazon à Halle où il doit abandonner en quarts de finale contre le Kazakh Alexander Bublik, une semaine après leur affrontement à Bois-le-Duc (5-7, 0-2 ab.). Ne sachant pas trop son état de forme, il est tête de série numéro huit à Wimbledon et y écarte deux Argentins, Juan Manuel Cerúndolo (6-2, 6-2, 6-2) et l'ancien Top 10 Diego Schwartzman (7-5, 6-1, 6-2). Il sort ensuite le Français néophyte Quentin Halys, 79e mondial, tout en cédant le premier set (3-6, 6-2, 6-3, 6-4) pour rallier la deuxième semaine. Il bénéficie d'un tableau assez favorable et bat à ce stade le Colombien Daniel Elahi Galán (7-6, 6-4, 6-3), 85e et premier de son pays à atteindre ce stade dans le tournoi londonien, puis se débarrasse du Russe Roman Safiullin, 92e, autre surprise du tournoi (6-4, 3-6, 6-2, 6-2). Il dispute alors sa première demi-finale en Grand Chelem et y rencontre le champion Novak Djokovic contre qui il avait mené deux sets à zéro l'année passée. Il cède en trois sets (3-6, 4-6, 6-7) contre le numéro deux mondial.
De retour à Toronto pour disputer l'Open du Canada, il affronte pour la première fois de sa carrière son compatriote Matteo Berrettini qu'il écarte en deux sets (6-4, 6-3) dès le deuxième tour. Il profite du forfait de l'ancien champion Andy Murray au tour suivant pour se hisser pour la première fois de sa jeune carrière en quarts de finale ici. Bénéficiant d'un tableau ouvert, il écarte le Français Gaël Monfils, revenu sur les courts après plusieurs blessures et 276e joueur mondial qu'il écarte en trois sets (6-4, 4-6, 6-3) et l'Américain Tommy Paul (6-4, 6-4), tombeur du numéro un Carlos Alcaraz au tour précédent pour jouer sa troisième finale en Masters 1000. Rencontrant le novice Australien Alex de Minaur, qui a sorti la tête de série numéro deux Daniil Medvedev, il le bat sans grosse difficulté (6-4, 6-1) et parvient à remporter le titre le plus important de sa carrière jusqu'alors. Cette victoire lui permet d'atteindre le sixième rang au classement ATP, son meilleur jusqu'à présent. Il s'incline d'entrée la semaine suivante à Cincinnati à la surprise des observateurs contre le Serbe qualifié Dušan Lajović (4-6, 6-7).
Attendu comme un outsider à l'US Open, il écarte sans difficulté l'Allemand Yannick Hanfmann (6-3, 6-1, 6-1) et l'Italien Lorenzo Sonego (6-4, 6-2, 6-4) puis sort le vétéran Stanislas Wawrinka (6-3, 2-6, 6-4, 6-2) pour jouer la deuxième semaine. Comme deux ans auparavant, il est opposé à l'ancien numéro deux Alexander Zverev et il s'incline à nouveau après une longue bataille en cinq sets (4-6, 6-3, 2-6, 6-4, 3-6).
De retour fin septembre au tournoi de Pékin, il se hisse en demi-finale après avoir battu le Britannique Daniel Evans (6-4, 6-7, 6-3), le Japonais Yoshihito Nishioka (6-2, 6-0) et le Bulgare Grigor Dimitrov (6-4, 3-6, 6-2) où il s'impose face au numéro 2 mondial Carlos Alcaraz (7-6, 6-1). En finale, il bat Daniil Medvedev en deux tie-breaks pour remporter son 9e titre ATP. Il monte à la suite du tournoi à la 4e place mondiale, égalant le meilleur classement ATP atteint par un joueur italien (Adriano Panatta avait été numéro 4 mondial en 1976). Il dispute pour la première fois de sa carrière le Masters 1000 de Shanghai la semaine suivante. Après s'être défait facilement de l'Américain Marcos Giron (7-6, 6-2) puis avoir renversé l'Argentin Sebastián Báez (3-6, 6-3, 6-2), il est battu en huitièmes de finale, fatigué par l'enchaînement des matchs par le jeune Ben Shelton, récent demi-finaliste à l'US Open et qui signe alors la plus belle victoire de sa jeune carrière (2-6, 6-3, 7-6), renversant l'Italien.
Il s'envole pour l'Autriche et assume son statut de tête de série numéro deux en prenant d'abord sa revanche sur Ben Shelton (7-6, 7-5), sort son compatriote Lorenzo Sonego (6-2, 6-4) puis élimine un deuxième Américain, Frances Tiafoe (6-3, 6-4). Il sort en demi-finale le numéro cinq mondial Andrey Rublev (7-5, 7-6) et concède son seul set du tournoi en finale contre le numéro trois Daniil Medvedev qu'il retrouve de nouveau et affronte pour la quatrième fois de l'année en finale (7-6, 4-6, 6-3). Il s'agit de son dixième titre en carrière, le quatrième de l'année. Il part à Paris début novembre et rallie les huitièmes de finale du Masters de Paris-Bercy, dont il n'avait jamais atteint ce stade, à la faveur d'une victoire renversante sur Mackenzie McDonald (6-7, 7-5, 6-1). Finissant son match à 2 h 37 du matin, il déclare forfait pour le tour suivant qu'il devait disputer une dizaine d'heures après celui-ci.
Il participe ensuite au Masters de fin d'année où il remporte ses trois matchs de groupe face à Stéfanos Tsitsipás, Novak Djokovic qu'il bat pour la première fois, et Holger Rune. En demi-finale, il bat Daniil Medvedev, puis s'incline en finale contre Djokovic. Il termine la saison à la 4e place mondiale.
Fin du mois de novembre, il dispute encore la phase finale de la Coupe Davis. En quarts de finale, les Italiens s'imposent face aux Pays-Bas grâce à sa victoire en simple contre Tallon Griekspoor et en double contre Tallon Griekspoor et Wesley Koolhof. En demi-finale, il remporte à nouveau ses deux matchs face à la Serbie, en simple contre Novak Djokovic et en double contre Novak Djokovic et Miomir Kecmanović, pour qualifier l'Italie pour la finale, la première depuis 1998. En finale face à l'Australie, il remporte son match en simple face à Alex de Minaur pour offrir un premier titre à son pays depuis 1976.

### 2024:1erstitres en Grand Chelem à Melbourne et l'US Open, victoires au Masters, à Miami, Cincinnati et Shanghai, numéro 1 mondial et2etitreen coupe Davis
Après sa fin de saison 2023, où il a atteint la finale du Masters et remporté la Coupe Davis, Jannik Sinner commence la saison 2024 directement à l'Open d'Australie sans jouer de tournoi de préparation. Il y atteint les demi-finales sans perdre un set en éliminant successivement les Néerlandais Botic van de Zandschulp (6-4, 7-5, 6-3) et Jesper de Jong (6-2, 6-2, 6-2), l'Argentin Sebastián Báez en ne perdant que 4 jeux (6-0, 6-1, 6-3) et les Russes Karen Khachanov (6-4, 7-5, 6-3) et Andrey Rublev (6-4, 7-65, 6-3). En demi-finale, il retrouve le Serbe et numéro 1 mondial Novak Djokovic, invaincu depuis 2018 à Melbourne. Jannik Sinner s'impose en 4 sets (6-1, 6-2, 66-7, 6-3) privant ainsi le Serbe d'une onzième finale à Melbourne et mettant fin à sa série de 33 victoires consécutives. Il ne concède aucune balle de break de toute la partie. Il se qualifie ainsi pour sa première finale en Grand Chelem. En finale, il retrouve Daniil Medvedev, tombeur de l'Allemand Alexander Zverev en demi-finale. Il remporte la finale après avoir été mené 2 sets à 0 (3-6, 3-6, 6-4, 6-4, 6-3), et devient ainsi le premier Italien vainqueur à Melbourne. Par ailleurs, Jannik Sinner devient le deuxième Italien de l'ère Open à remporter un tournoi du Grand Chelem, 48 ans après Adriano Panatta, sur la terre battue de Roland-Garros, en 1976.
Il revient sur le circuit mi-février et confirme sa forme éclatante en remportant un douzième titre sur le circuit ATP à Rotterdam. En tant que tête de série numéro une, il se défait du local Botic van de Zandschulp (6-3, 6-3) au premier tour, cède une manche contre le vétéran français Gaël Monfils (6-3, 3-6, 6-3) et profite de l'abandon de l'ancien numéro trois mondial Milos Raonic (7-64, 1-1 ab.). Comme l'année précédente, il se défait de Tallon Griekspoor (6-2, 6-4) en demi-finale puis en finale de l'Australien Alex de Minaur (7-5, 6-4) et signe ainsi une quinzième victoire consécutive. Il se hisse à l'issue du tournoi pour la première fois sur le podium du classement ATP à la 3e place, ce qui n'avait jamais été réalisé par un joueur italien.
Tête de série numéro 3, Jannik Sinner arrive au Masters 1000 de Indian Wells comme l'un des favoris. Opposé à l'Australien Thanasi Kokkinakis au premier tour, il s'impose facilement (6-3, 6-0). Contre l'Allemand Jan-Lennard Struff, au tour suivant, il sort vainqueur en deux manches (6-3, 6-4). Au troisième tour, il rencontre l'Américain Ben Shelton, 16e mondial. Après une manche très physique remportée au tie-break, Sinner conclut le match en deux sets (7-6, 6-1). Au quatrième tour, il affronte le Tchèque Jiří Lehečka, et sort vainqueur en deux manches concluantes (6-3, 6-3). En demi-finale, Sinner retrouve son rival Carlos Alcaraz, tenant du titre. Il remporte largement le premier set (6-1), mais l'Espagnol se ressaisit et empoche les deux sets suivants (1-6, 3-6, 2-6). Alcaraz met ainsi fin à une série de 19 victoires de suite pour l'Italien.
Il enchaîne en mars avec le Masters de Miami où il avait atteint la finale en 2021 et 2023. Il remporte ses premiers tours contre son compatriote Andrea Vavassori (6-3, 6-4), Tallon Griekspoor contre qui il perd un set (5-7, 7-5, 6-1), Christopher O'Connell (6-4, 6-3) et Tomáš Macháč (6-4, 6-2). En demi-finale, il retrouve Daniil Medvedev qui l'avait battu l'année précédente en finale du tournoi. Il s'impose en à peine plus d'une heure de jeu (6-1, 6-2). En finale, il affronte Grigor Dimitrov et l'emporte (6-3, 6-1) pour remporter son deuxième Masters 1000. Ce titre permet à Jannik Sinner de devenir numéro 2 mondial au classement ATP pour la première fois, dépassant Carlos Alcaraz.
Il participe début avril au Masters de Monte-Carlo sur terre battue. Il bat d'abord largement l'Américain Sebastian Korda (6-1, 6-2) avant de s'imposer également en deux manches contre Jan-Lennard Struff, spécialiste de la surface et finaliste à Madrid la saison précédente (6-4, 6-2). Il affronte en quarts de finale le jeune Holger Rune, finaliste du tournoi la saison précédente, qui l'avait battu en demi-finale, et qui a sauvé deux balles de match au tour précédent contre le Bulgare Grigor Dimitrov. L'Italien connaît plus de difficultés contre le numéro sept mondial et ne parvient pas à convertir deux balles de match dans le second set. Il parvient néanmoins à aligner une 25e victoire en 26 matchs (6-4, 6-7, 6-3) pour rallier pour la seconde fois de sa carrière les demi-finales à Monte-Carlo. Opposé à Stéfanos Tsitsipás, double vainqueur du tournoi, il oppose une belle résistance mais cède en trois sets (4-6, 6-3, 4-6).
Au Masters de Madrid, il commence son tournoi par une victoire facile sur son compatriote Lorenzo Sonego (6-0, 6-3) avant d'enchaîner contre le Russe Pavel Kotov (6-2, 7-5). En huitièmes, il retrouve un autre Russe, Karen Khachanov, dont il dispose assez difficilement en raison d'une douleur à la hanche (5-7, 6-3, 6-3). En quart de finale, il doit affronter Félix Auger-Aliassime mais il préfère déclarer forfait, son problème à la hanche étant de plus en plus présent.
À Roland-Garros, il atteint les huitièmes de finale sans perdre un set. Il y affronte le Français Corentin Moutet contre qui il perd le premier set avant de s'imposer largement (2-6, 6-3, 6-2, 6-1). En quarts de finale, il bat le 10e mondial Grigor Dimitrov (6-2, 6-4, 7-63). Pour sa première demi-finale à Paris, il retrouve Carlos Alcaraz contre qui il s'incline en cinq sets (6-2, 3-6, 6-3, 4-6, 3-6). Le retrait de Novak Djokovic pour blessure avant son quart de finale lui permet de prendre la place de numéro 1 mondial à l'issue du tournoi,. En devenant numéro 1 mondial le 10 juin 2024, Jannik Sinner devient par la même occasion le premier Italien de l'histoire à la tête du classement ATP.
Il commence la saison sur herbe à Halle. Il bat difficilement le Néerlandais Tallon Griekspoor (6-7, 6-3, 6-2), le Hongrois Fábián Marozsán (6-4, 6-7, 6-3) et l'Allemand Jan-Lennard Struff (6-2, 6-7, 7-6). Il élimine ensuite le Chinois Zhang Zhizhen (6-4, 7-6) et se qualifie en finale lors de laquelle il sort en deux tie-breaks le Polonais, ancien demi-finaliste de Wimbledon, Hubert Hurkacz, pour s'adjuger son quatorzième titre en carrière, le premier sur herbe. Il hérite d'un parcours compliqué à Wimbledon et cède une manche contre l'Allemand Yannick Hanfmann (6-3, 6-4, 3-6, 6-3) qui n'a jamais remporté un match ici et contre son compatriote ancien finaliste Matteo Berrettini (7-6, 7-6, 2-6, 7-6) dès le deuxième tour. Il se débarrasse sans soucis du Serbe Miomir Kecmanović (6-1, 6-4, 6-2) et du jeune Ben Shelton (6-2, 6-4, 7-6) tous deux atteignant leur meilleur résultat sur le Grand Chelem sur herbe. Il voit néanmoins le Russe Daniil Medvedev le battre pour la première fois de la saison en cinq manches (7-6, 4-6, 6-7, 6-2, 3-6), échouant en quarts de finale du tournoi. Une amygdalite le contraint ensuite à renoncer à participer aux Jeux olympiques de Paris.
De retour sur dur, Sinner doit défendre son titre au Masters du Canada. Il remporte ses deux premiers matchs face à Borna Ćorić (6-2, 6-4) et à Alejandro Tabilo (6-4, 6-3). Diminué par sa douleur récurrente à la hanche, il perd en quarts de finale face à Andrey Rublev, bien qu'ayant remporté le deuxième set (3-6, 6-1, 2-6). Au Masters de Cincinnati, il retrouve Andrey Rublev en quart de finale et s'impose cette fois, en trois sets (4-6, 7-5, 6-4). En demi-finale, il bat Alexander Zverev en trois sets serrés (7-69, 5-7, 7-64). En finale, il s'impose contre Frances Tiafoe en deux sets (7-6, 6-2) pour remporter son troisième Masters 1000. Il renverse pour son premier tour de l'US Open l'Américain Mackenzie McDonald (2-6, 6-2, 6-1, 6-2), et enchaîne avec d'autres victoires sur le local Alex Michelsen (6-4, 6-0, 6-2) et sur l'Australien Christopher O'Connell (6-1, 6-4, 6-2) qui accède pour la première fois au troisième tour du Majeur étasunien. Il serre le jeu et bat Tommy Paul, quatorzième mondial (7-6 7-6, 6-1). Il a affaire au Russe Daniil Medvedev de nouveau, ancien lauréat et numéro cinq mondial qu'il sort en quatre manches (6-2, 1-6, 6-1, 6-4).
Devenu principal favori du Grand Chelem avec les éliminations de Carlos Alcaraz et Novak Djokovic, il efface en demi-finale le Britannique Jack Draper, qui joue pour la première fois à ce stade (7-5, 7-6, 6-2) en Majeur et fait face à Taylor Fritz en finale qu'il élimine en trois manches (6-3, 6-4, 7-5), s'octroyant un deuxième Grand Chelem cette saison et son premier US Open. Il débute la tournée asiatique avec la défense de son titre à Pékin. Laissant quelques plumes contre le Chilien Nicolás Jarry (4-6, 6-3, 6-1) et le Russe Roman Safiullin (3-6, 6-2, 6-3), l'Agence mondiale antidopage annonce durant le tournoi qu'elle fait appel auprès du tribunal du sport, concernant son contrôle positif au clostebol. L'Italien poursuit malgré tout sa route en effaçant le Tchèque Jiří Lehečka (6-2, 7-6) et en cédant un jeu de plus contre la surprise du tournoi, l'invité local Bu Yunchaokete (6-3, 7-6). Il retrouve son rival Carlos Alcaraz en finale qui renverse le cours du match (7-6, 4-6, 6-7) et le sort pour la troisième fois de l'année d'un tournoi ATP.
Au Masters de Shanghai, il élimine successivement le Japonais Taro Daniel (6-1, 6-4), l'Argentin Tomás Martín Etcheverry (6-7, 6-4, 6-2) et l'Américain Ben Shelton (6-4, 7-6), en prenant sa revanche sur celui-ci. En quarts de finale, il expédie Daniil Medvedev (6-1, 6-4), blessé à l'épaule. En demi-finale, il retrouve Tomáš Macháč, tombeur surprise de Carlos Alcaraz au tour précédente et qu'il parvient à battre (6-4, 7-5) dans un match serré. Cette victoire lui permet de s'assurer de la place de numéro un mondial en fin de saison. Enfin, il dispose de Novak Djokovic en finale du tournoi (7-6, 6-3) au terme d'une première manche serrée puis d'une deuxième à sens unique pour le prodige italien, empochant ainsi un septième titre de la saison.
En novembre, il est logiquement à nouveau qualifié pour le Masters de fin d'année ou il avait atteint la finale l'an dernier. Vainqueur facilement de ses 3 matchs de poules contre Alex de Minaur (6-3, 3-4), Taylor Fritz (6-4, 6-4) et Daniil Medvedev (6-3, 6-4) et de sa demi-finale contre Casper Ruud (6-1, 6-2), il retrouve la finale de ce tournoi pour la 2ème année consécutive. Il s'y impose cette fois-ci en battant à nouveau Taylor Fritz sur le même score qu'en poules et s'adjuge d'un 8ème titre cette saison. En outre, il devient le premier homme à s'imposer dans ce tournoi sans perdre le moindre set depuis Ivan Lendl en 1986.
Il termine sa saison en s'envolant à Malaga pour disputer la phase finale de la Coupe Davis qu'il remporte une seconde fois avec l'équipe d'Italie.
En 2024, il obtient un total de 73 victoires sur le circuit ATP, ce qui lui rapporte un gain total de 17 millions de dollars, représentant le deuxième plus gros gain annuel de l'histoire du tennis.

### 2025:2esacre à l'Open d'Australie, pause de trois mois pour suspension,1refinale à Roland-Garros et vainqueur à Wimbledon

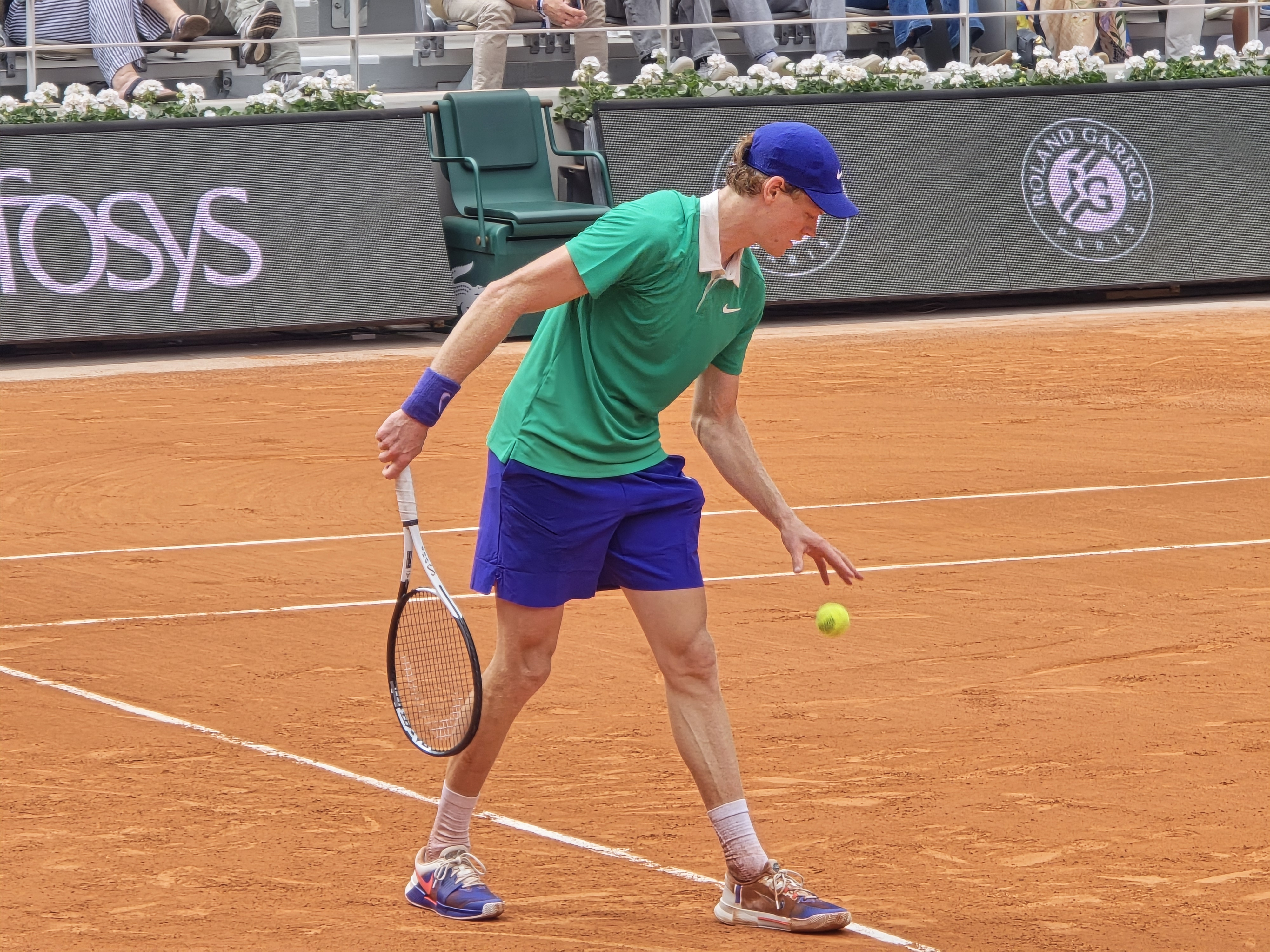
Jannik Sinner lors des Internationaux de France de tennis 2025.

Tenant du titre et favori logique à l'Open d'Australie 2025, Jannik Sinner se hisse en finale où il domine Alexander Zverev (6-3, 7-64, 6-3). Il rejoint à cette occasion la liste des joueurs ayant remporté 3 tournois du Grand Chelem sur dur de suite.
Il effectue son retour de suspension à Rome, en mai et confirme être revenu à son niveau, sortant les Argentins Mariano Navone (6-3, 6-4) et Francisco Cerúndolo (7-62, 6-3), récent demi-finaliste à Madrid ainsi que le repêché Néerlandais Jesper de Jong (6-4, 6-2). Il expédie en quarts le vainqueur du tournoi de Madrid et ancien double finaliste à Roland Garros, Casper Ruud (6-0, 6-1) puis renverse la situation contre Tommy Paul (1-6, 6-0, 6-3) pour disputer sa première finale en capitale italienne. Dans un duel de gala contre Carlos Alcaraz, il manque deux balles de set dans la première manche, puis s'effondre (65-7, 1-6), laissant le titre au jeune Espagnol, tenant du titre à Roland-Garros et vainqueur à Monte-Carlo, qui gagne à cette occasion son quatrième affrontement sur leurs quatre derniers duels.
Le 26 mai 2025, il signe son entrée en lice à Roland-Garros par une victoire contre le Français Arthur Rinderknech (6-4, 6-3, 7-5). Lors du deuxième tour, il affronte un autre Français, Richard Gasquet, qu'il bat en trois sets (6-3, 6-0, 6-4). Au troisième tour, il bat le Tchèque Jiří Lehečka (6-0, 6-1, 6-2) puis le Russe Andrey Rublev, no 17 mondial, lors des huitièmes de finale (6-1, 6-3, 6-4). En quart de finale, il est opposé au Kazakhstanais Alexander Bublik (6-1, 7-5, 6-0) puis affronte le Serbe Novak Djokovic, no 6 mondial, duel qu'il remporte en trois sets comme tous ses matchs lors du tournoi (6-4, 7-5, 7-63). En finale, il affronte l'Espagnol Carlos Alcaraz et s'incline au super tie-break après une finale de 5 h 29, alors qu'il a remporté les deux premiers sets (6-4, 7-64, 4-6, 63-7, 62-7) et obtenu trois balles de titre consécutives sur le service de son adversaire lors du 4e set,, et servi pour le gain du titre toujours au 4e set. Cette finale devient la plus longue de l'histoire de Roland-Garros, détrônant le record de 1982 où le Suédois Mats Wilander s'était défait de l'Argentin Guillermo Vilas.
Il revient au tournoi de Halle deux semaines avant celui de Wimbledon, s'impose devant le local Yannick Hanfmann (7-5, 6-3) puis voit le Kazakh Alexander Bublik, actuel 45e mondial, prendre sa revanche (6-3, 3-6, 4-6) et battre pour la première fois de sa carrière un numéro un.
Le 13 juillet 2025, il remporte le tournoi de Wimbledon 2025 pour la toute première fois de sa carrière en battant l'Espagnol Carlos Alcaraz (4-6, 6-4, 6-4, 6-4),. Il avait auparavant battu le Serbe Novak Djokovic (6-3, 6-3, 6-4) en demi-finale,, l'Américain Ben Shelton (7-62, 6-4, 6-4) en quart de finale,, ainsi que le Bulgare Grigor Dimitrov en huitième de finale après abandon de son adversaire (3-6, 5-7, 2-2),. Avec cette victoire, il devient le premier Italien à conquérir Wimbledon, rejoint l'Américain Jim Courier ainsi que l'Argentin Guillermo Vilas avec quatre titres du Grand Chelem tout en dépassant le Britannique Andy Murray et le Suisse Stanislas Wawrinka.
Il rencontre pour la quatrième fois de la saison Carlos Alcaraz en finale du tournoi de Cincinnati, et s'annonce en favori de ce match n'ayant perdu aucune manche contre le Colombien Daniel Elahi Galán (6-1, 6-1), les Canadiens Gabriel Diallo (6-2, 7-66) et Félix Auger-Aliassime (6-0, 6-2), ancien Top 10 ainsi que contre les Français Adrian Mannarino (6-4, 7-64) et Térence Atmane, 136e et surprise du tournoi étasunien (7-64, 6-2). Etant rapidement mené, il abandonne après une vingtaine de minutes (0-5 ab.) à cause de douleurs abdominales, laissant le titre à l'Espagnol qui remporte pour la première fois le tournoi.
En août 2025, il perd la finale du Masters 1000 de Cincinnati face à Carlos Alcaraz sur un abandon suite à des raisons de santé liées aux fortes chaleurs'.

## Style de jeu
Sinner est un joueur réputé pour son agressivité en fond de court. Disposant d'un excellent revers et d'un coup droit solide, Jannik Sinner aime dicter le jeu en imposant une cadence difficilement soutenable pour son adversaire. Son service s'est considérablement amélioré ces dernières années pour devenir une véritable arme. Ses premières balles peuvent régulièrement dépasser les 210 km/h tandis qu'en seconde balle il privilégie un effet kické ou lifté. Il se déplace très bien au vu de sa taille (1,91 m) et maîtrise la glissade notamment en fin d'appui pour rediriger l'échange lorsqu'il est dans une position défensive. Son touché et sa capacité à varier le jeu restent pour lui encore des axes de progression. 
Sa surface de prédilection reste le dur mais grâce à son style de jeu basé sur la cadence et la puissance, il demeure un joueur redoutable sur toutes les surfaces. 
Peu émotif sur le court, Sinner est un joueur disposant d'un bon mental lui permettant de sauver la majorité des balles de break contre lui.

## Controverse
Le 20 août 2024, l'Agence internationale pour l'intégrité du tennis (en) annonce que Sinner est blanchi après avoir été contrôlé positif à un stéroïde anabolisant, le clostébol, en mars de la même année lors du tournoi d'Indian Wells. Dans un communiqué, l'instance précise que l’Italien a été contaminé involontairement par ce produit dopant lors de l'application d'une crème de massage utilisée par son physiothérapeute, Giacomo Naldi, qui s'était blessé au doigt en mars, et que les doses détectées étaient beaucoup trop faibles pour avoir eu un impact sur ses performances. Plusieurs joueurs ou personnalités du monde du tennis restent circonspects devant cette décision, non à propos du rôle de Sinner, hors de cause, mais au sujet du traitement accordé par les instances à d'autres joueurs et joueuses dans ce type de procédure,. Il est alors condamné à 3 mois de suspension aménagés pour négligence par l'Agence mondiale antidopage : du 9 février au 4 mai 2025, ce qui lui permet tout de même de participer à Roland-Garros cette année-là.

## Palmarès

### Titres en simple
| 20 titres en simple | 4 G. Chelem | 4 G. Chelem | 4 G. Chelem | 4 G. Chelem | 1 Masters  | 1 Masters  | 1 Masters   | 1 Masters   | 4 Masters 1000 | 4 Masters 1000 | 4 Masters 1000 | 4 Masters 1000 | 5 ATP 500          | 5 ATP 500          | 5 ATP 500          | 5 ATP 500          | 6 ATP 250          | 6 ATP 250          | 6 ATP 250      | 6 ATP 250      | 0 JO           | 0 JO           | 0 JO           | 0 JO           |
| 20 titres en simple | 17 sur dur  | 17 sur dur  | 17 sur dur  | 17 sur dur  | 17 sur dur | 17 sur dur | 2 sur gazon | 2 sur gazon | 2 sur gazon    | 2 sur gazon    | 2 sur gazon    | 2 sur gazon    | 1 sur terre battue | 1 sur terre battue | 1 sur terre battue | 1 sur terre battue | 1 sur terre battue | 1 sur terre battue | 0 sur moquette | 0 sur moquette | 0 sur moquette | 0 sur moquette | 0 sur moquette | 0 sur moquette |

| No | Date       | Nom et lieu du tournoi                          | Catégorie       | Dotation       | Surface      | Finaliste          | Score                   |          |
| -- | ---------- | ----------------------------------------------- | --------------- | -------------- | ------------ | ------------------ | ----------------------- | -------- |
| -  | 04-11-2019 | Next Gen ATP Finals, Milan                      | Next Gen Finals | 1 400 000 $    | Dur (int.)   | Alex de Minaur     | 4-2, 4-1, 4-2           | Parcours |
| 1  | 08-11-2020 | Sofia Open, Sofia                               | ATP 250         | 325 615 €      | Dur (int.)   | Vasek Pospisil     | 6-4, 3-6, 7-63          | Parcours |
| 2  | 01-02-2021 | Great Ocean Road Open, Melbourne                | ATP 250         | 320 775 $      | Dur (ext.)   | Stefano Travaglia  | 7-64, 6-4               | Parcours |
| 3  | 02-08-2021 | Citi Open, Washington                           | ATP 500         | 1 895 290 $    | Dur (ext.)   | Mackenzie McDonald | 7-5, 4-6, 7-5           | Parcours |
| 4  | 27-09-2021 | Sofia Open, Sofia                               | ATP 250         | 419 470 €      | Dur (int.)   | Gaël Monfils       | 6-3, 6-4                | Parcours |
| 5  | 18-10-2021 | European Open, Anvers                           | ATP 250         | 508 600 €      | Dur (int.)   | Diego Schwartzman  | 6-2, 6-2                | Parcours |
| 6  | 25-07-2022 | Plava Laguna Croatia Open Umag, Umag            | ATP 250         | 534 555 €      | Terre (ext.) | Carlos Alcaraz     | 65-7, 6-1, 6-1          | Parcours |
| 7  | 06-02-2023 | Open Sud de France, Montpellier                 | ATP 250         | 562 815 €      | Dur (ext.)   | Maxime Cressy      | 7-63, 6-3               | Parcours |
| 8  | 07-08-2023 | National Bank Open presented by Rogers, Toronto | Masters 1000    | 6 600 000 $    | Dur (ext.)   | Alex de Minaur     | 6-4, 6-1                | Parcours |
| 9  | 28-09-2023 | China Open, Pékin                               | ATP 500         | 3 633 875 $    | Dur (ext.)   | Daniil Medvedev    | 7-62, 7-62              | Parcours |
| 10 | 23-10-2023 | Erste Bank Open, Vienne                         | ATP 500         | 2 409 835 €    | Dur (int.)   | Daniil Medvedev    | 7-67, 4-6, 6-3          | Parcours |
| 11 | 14-01-2024 | Australian Open, Melbourne                      | G. Chelem       | 38 923 200 AU$ | Dur (ext.)   | Daniil Medvedev    | 3-6, 3-6, 6-4, 6-4, 6-3 | Parcours |
| 12 | 12-02-2024 | ABN AMRO Open, Rotterdam                        | ATP 500         | 2 134 985 €    | Dur (int.)   | Alex de Minaur     | 7-5, 6-4                | Parcours |
| 13 | 20-03-2024 | Miami Open presented by Itaú, Miami             | Masters 1000    | 8 995 555 $    | Dur (ext.)   | Grigor Dimitrov    | 6-3, 6-1                | Parcours |
| 14 | 17-06-2024 | Terra Wortmann Open, Halle                      | ATP 500         | 2 255 655 €    | Gazon (ext.) | Hubert Hurkacz     | 7-68, 7-62              | Parcours |
| 15 | 12-08-2024 | Cincinnati Open, Cincinnati                     | Masters 1000    | 6 795 555 $    | Dur (ext.)   | Frances Tiafoe     | 7-64, 6-2               | Parcours |
| 16 | 26-08-2024 | US Open, Flushing Meadows                       | G. Chelem       | 33 977 000 $   | Dur (ext.)   | Taylor Fritz       | 6-3, 6-4, 7-5           | Parcours |
| 17 | 02-10-2024 | Shanghai Rolex Masters, Shanghai                | Masters 1000    | 8 995 555 $    | Dur (ext.)   | Novak Djokovic     | 7-64, 6-3               | Parcours |
| 18 | 10-11-2024 | Nitto ATP Finals, Turin                         | Masters         | 15 250 000 $   | Dur (int.)   | Taylor Fritz       | 6-4, 6-4                | Parcours |
| 19 | 12-01-2025 | Australian Open, Melbourne                      | G. Chelem       | 43 250 000 AU$ | Dur (ext.)   | Alexander Zverev   | 6-3, 7-64, 6-3          | Parcours |
| 20 | 30-06-2025 | The Championships, Wimbledon                    | G. Chelem       | 53 500 000 £   | Gazon (ext.) | Carlos Alcaraz     | 4-6, 6-4, 6-4, 6-4      | Parcours |

### Finales en simple messieurs
| No | Date       | Nom et lieu du tournoi              | Catégorie    | Dotation     | Surface      | Vainqueur       | Score                      |          |
| -- | ---------- | ----------------------------------- | ------------ | ------------ | ------------ | --------------- | -------------------------- | -------- |
| 1  | 24-03-2021 | Miami Open presented by Itaú, Miami | Masters 1000 | 3 343 785 $  | Dur (ext.)   | Hubert Hurkacz  | 7-64, 6-4                  | Parcours |
| 2  | 13-02-2023 | ABN AMRO Open, Rotterdam            | ATP 500      | 2 074 505 €  | Dur (int.)   | Daniil Medvedev | 5-7, 6-2, 6-2              | Parcours |
| 3  | 22-03-2023 | Miami Open presented by Itaú, Miami | Masters 1000 | 8 800 000 $  | Dur (ext.)   | Daniil Medvedev | 7-5, 6-3                   | Parcours |
| 4  | 12-11-2023 | Nitto ATP Finals, Turin             | Masters      | 15 000 000 $ | Dur (int.)   | Novak Djokovic  | 6-3, 6-3                   | Parcours |
| 5  | 26-09-2024 | China Open, Pékin                   | ATP 500      | 3 720 165 $  | Dur (ext.)   | Carlos Alcaraz  | 6-7, 6-4, 7-63             | Parcours |
| 6  | 07-05-2025 | Internazionali BNL d'Italia, Rome   | Masters 1000 | 8 055 385 €  | Terre (ext.) | Carlos Alcaraz  | 7-65, 6-1                  | Parcours |
| 7  | 25-05-2025 | Roland-Garros, Paris                | G. Chelem    | 56 352 000 € | Terre (ext.) | Carlos Alcaraz  | 4-6, 64-7, 6-4, 7-63, 7-62 | Parcours |
| 8  | 07-08-2025 | Cincinnati Open, Cincinnati         | Masters 1000 | 9 193 540 $  | Dur (ext.)   | Carlos Alcaraz  | 5-0 ab.                    | Parcours |

### Titre en double
| No | Date       | Nom et lieu du tournoi      | Catégorie | Dotation  | Surface    | Partenaire    | Finalistes                    | Score             |          |
| -- | ---------- | --------------------------- | --------- | --------- | ---------- | ------------- | ----------------------------- | ----------------- | -------- |
| 1  | 26-07-2021 | Truist Atlanta Open Atlanta | ATP 250   | 555 995 $ | Dur (ext.) | Reilly Opelka | Steve Johnson Jordan Thompson | 6-4, 66-7, [10-3] | Parcours |

## Parcours dans les tournois du Grand Chelem

### Victoires (4)
| Année | Tournoi              | Adversaire en finale | Score                   |
| 2024  | Open d'Australie     | Daniil Medvedev      | 3-6, 3-6, 6-4, 6-4, 6-3 |
| 2024  | US Open              | Taylor Fritz         | 6-3, 6-4, 7-5           |
| 2025  | Open d'Australie (2) | Alexander Zverev     | 6-3, 7-64, 6-3          |
| 2025  | Wimbledon            | Carlos Alcaraz       | 4-6, 6-4, 6-4, 6-4      |

### Finale (1)
| Année | Tournoi       | Adversaire en finale | Score                      |
| 2025  | Roland-Garros | Carlos Alcaraz       | 6-4, 7-64, 4-6, 63-7, 62-7 |

### En simple
| Année | Open d'Australie | Open d'Australie   | Internationaux de France | Internationaux de France | Wimbledon       | Wimbledon        | US Open         | US Open            |
| ----- | ---------------- | ------------------ | ------------------------ | ------------------------ | --------------- | ---------------- | --------------- | ------------------ |
| 2019  | —                | —                  | —                        | —                        | —               | —                | 1er tour (1/64) | Stanislas Wawrinka |
| 2020  | 2e tour (1/32)   | Márton Fucsovics   | 1/4 de finale            | Rafael Nadal             | Annulé          | Annulé           | 1er tour (1/64) | Karen Khachanov    |
| 2021  | 1er tour (1/64)  | Denis Shapovalov   | 1/8 de finale            | Rafael Nadal             | 1er tour (1/64) | Márton Fucsovics | 1/8 de finale   | Alexander Zverev   |
| 2022  | 1/4 de finale    | Stéfanos Tsitsipás | 1/8 de finale            | Andrey Rublev            | 1/4 de finale   | Novak Djokovic   | 1/4 de finale   | Carlos Alcaraz     |
| 2023  | 1/8 de finale    | Stéfanos Tsitsipás | 2e tour (1/32)           | Daniel Altmaier          | 1/2 finale      | Novak Djokovic   | 1/8 de finale   | Alexander Zverev   |
| 2024  | Victoire         | Daniil Medvedev    | 1/2 finale               | Carlos Alcaraz           | 1/4 de finale   | Daniil Medvedev  | Victoire        | Taylor Fritz       |
| 2025  | Victoire         | Alexander Zverev   | Finale                   | Carlos Alcaraz           | Victoire        | Carlos Alcaraz   |                 |                    |

N.B. : à droite du résultat se trouve le nom de l'ultime adversaire.

## Parcours dans les Masters 1000
| Année | Indian Wells           | Miami                      | Monte-Carlo             | Madrid                 | Rome                       | Canada                   | Cincinnati             | Shanghai                 | Paris                 |
| ----- | ---------------------- | -------------------------- | ----------------------- | ---------------------- | -------------------------- | ------------------------ | ---------------------- | ------------------------ | --------------------- |
| 2019  | —                      | —                          | —                       | —                      | 2e tour S. Tsitsipás       | —                        | —                      | —                        | —                     |
| 2020  | n.o.                   | n.o.                       | n.o.                    | n.o.                   | 1/8 de finale G. Dimitrov  | n.o.                     | —                      | n.o.                     | —                     |
| 2021  | 1/8 de finale T. Fritz | Finale H. Hurkacz          | 2e tour N. Djokovic     | 2e tour A. Popyrin     | 2e tour R. Nadal           | 2e tour J. Duckworth     | 2e tour J. Isner       | n.o.                     | 2e tour C. Alcaraz    |
| 2022  | 1/8 de finale Forfait  | 1/4 de finale F. Cerúndolo | 1/4 de finale A. Zverev | 1/8 de finale F. Auger | 1/4 de finale S. Tsitsipás | 1/8 de finale P. Carreño | 1/8 de finale F. Auger | n.o.                     | 1er tour M.-A. Hüsler |
| 2023  | 1/2 finale C. Alcaraz  | Finale D. Medvedev         | 1/2 finale H. Rune      | —                      | 1/8 de finale F. Cerúndolo | Victoire A. de Minaur    | 2e tour D. Lajović     | 1/8 de finale B. Shelton | 1/8 de finale Forfait |
| 2024  | 1/2 finale C. Alcaraz  | Victoire G. Dimitrov       | 1/2 finale S. Tsitsipás | 1/4 de finale Forfait  | —                          | 1/4 de finale A. Rublev  | Victoire F. Tiafoe     | Victoire N. Djokovic     | —                     |
| 2025  | —                      | —                          | —                       | —                      | Finale C. Alcaraz          | —                        | Finale C. Alcaraz      |                          |                       |

N.B. : sous le résultat se trouve le nom de l’ultime adversaire.

## Parcours au Masters
| Année | Lieu  | Résultat                 | Tour                  | Adversaires                                                                  | Victoire / Défaite | Scores                                                         |
| ----- | ----- | ------------------------ | --------------------- | ---------------------------------------------------------------------------- | ------------------ | -------------------------------------------------------------- |
| 2021  | Turin | Round Robin (Remplaçant) | RR                    | Hubert Hurkacz Daniil Medvedev                                               | Victoire Défaite   | 6-2, 6-2 0-6, 7-65, 68-7                                       |
| 2023  | Turin | Finale                   | RR Demi-finale Finale | Stéfanos Tsitsipás Novak Djokovic Holger Rune Daniil Medvedev Novak Djokovic | Victoire Défaite   | 6-4, 6-4 7-5, 65-7, 7-62 6-2, 5-7, 6-4 6-3, 65-7, 6-1 3-6, 3-6 |
| 2024  | Turin | Vainqueur                | RR Demi-finale Finale | Alex de Minaur Taylor Fritz Daniil Medvedev Casper Ruud Taylor Fritz         | Victoire           | 6-3, 6-4 6-4, 6-4 6-3, 6-4 6-1, 6-2 6-4, 6-4                   |

## Parcours en Coupe Davis
| #                                                                      | Date          | Lieu       | Surface    | Gagnant(s)                        | Perdant(s)                       | Score          |          |
|                                                                        |               |            |            |                                   |                                  |                |          |
| 2020-2021 - Phase de groupe (groupe mondial) - États-Unis - Italie 1:2 |               |            |            |                                   |                                  |                |          |
| 1                                                                      | 26/11/2021    | Turin      | Dur (int.) | Jannik Sinner                     | John Isner                       | 6-2, 6-0       | Parcours |
|                                                                        |               |            |            |                                   |                                  |                |          |
| 2020-2021 - Phase de groupe (groupe mondial) - Italie - Colombie 2:1   |               |            |            |                                   |                                  |                |          |
| 2                                                                      | 27/11/2021    | Turin      | Dur (int.) | Jannik Sinner                     | Daniel Elahi Galán               | 7-5, 6-0       | Parcours |
| 2                                                                      | 27/11/2021    | Turin      | Dur (int.) | Juan Sebastián Cabal Robert Farah | Fabio Fognini Jannik Sinner      | 6-2, 5-7, 7-66 | Parcours |
|                                                                        |               |            |            |                                   |                                  |                |          |
| 2020-2021 - 1/4 de finale (groupe mondial) - Italie - Croatie 1:2      |               |            |            |                                   |                                  |                |          |
| 3                                                                      | 29/11/2021    | Turin      | Dur (int.) | Jannik Sinner                     | Marin Čilić                      | 3-6, 7-64, 6-3 | Parcours |
| 3                                                                      | 29/11/2021    | Turin      | Dur (int.) | Nikola Mektić Mate Pavić          | Fabio Fognini Jannik Sinner      | 6-3, 6-4       | Parcours |
|                                                                        |               |            |            |                                   |                                  |                |          |
| 2022 - 1er tour (groupe mondial) - Slovaquie - Italie 2:3              |               |            |            |                                   |                                  |                |          |
| 4                                                                      | 04-05/03/2022 | Bratislava | Dur (int.) | Jannik Sinner                     | Norbert Gombos                   | 6-4, 4-6, 6-4  | Parcours |
| 4                                                                      | 04-05/03/2022 | Bratislava | Dur (int.) | Filip Polasek Igor Zelenay        | Jannik Sinner Simone Bolelli     | 6-3, 1-6, 7-6  | Parcours |
| 4                                                                      | 04-05/03/2022 | Bratislava | Dur (int.) | Jannik Sinner                     | Filip Horansky                   | 7-5, 6-4       | Parcours |
|                                                                        |               |            |            |                                   |                                  |                |          |
| 2022 - Phase de groupe (groupe mondial) - Italie - Argentine 2:1       |               |            |            |                                   |                                  |                |          |
| 5                                                                      | 16/09/2022    | Bologne    | Dur (int.) | Jannik Sinner                     | Francisco Cerúndolo              | 7-5, 1-6, 6-3  | Parcours |
|                                                                        |               |            |            |                                   |                                  |                |          |
| 2022 - Phase de groupe (groupe mondial) - Italie - Suède 2:1           |               |            |            |                                   |                                  |                |          |
| 6                                                                      | 18/09/2022    | Bologne    | Dur (int.) | Mikael Ymer                       | Jannik Sinner                    | 6-4, 3-6, 6-3  | Parcours |
|                                                                        |               |            |            |                                   |                                  |                |          |
| 2023 - 1/4 de finale (groupe mondial) - Italie - Pays-Bas 2:1          |               |            |            |                                   |                                  |                |          |
| 7                                                                      | 23/11/2023    | Malaga     | Dur (int.) | Jannik Sinner                     | Tallon Griekspoor                | 7-63, 6-1      | Parcours |
| 7                                                                      | 23/11/2023    | Malaga     | Dur (int.) | Jannik Sinner Lorenzo Sonego      | Tallon Griekspoor Wesley Koolhof | 6-3, 6-4       | Parcours |
|                                                                        |               |            |            |                                   |                                  |                |          |
| 2023 - 1/2 de finale (groupe mondial) - Italie - Serbie 2:1            |               |            |            |                                   |                                  |                |          |
| 8                                                                      | 25/11/2023    | Malaga     | Dur (int.) | Jannik Sinner                     | Novak Djokovic                   | 6-2, 2-6, 7-5  | Parcours |
| 8                                                                      | 25/11/2023    | Malaga     | Dur (int.) | Jannik Sinner Lorenzo Sonego      | Novak Djokovic Miomir Kecmanović | 6-3, 6-4       | Parcours |
|                                                                        |               |            |            |                                   |                                  |                |          |
| 2023 - Finale (groupe mondial) - Australie - Italie 0:2                |               |            |            |                                   |                                  |                |          |
| 9                                                                      | 26/11/2023    | Malaga     | Dur (int.) | Jannik Sinner                     | Alex de Minaur                   | 6-3, 6-0       | Parcours |
|                                                                        |               |            |            |                                   |                                  |                |          |
| 2024 - 1/4 de finale (groupe mondial) - Italie - Argentine 2:1         |               |            |            |                                   |                                  |                |          |
| 10                                                                     | 21/11/2024    | Malaga     | Dur (int.) | Jannik Sinner                     | Sebastián Báez                   | 6-2, 6-1       | Parcours |
| 10                                                                     | 21/11/2024    | Malaga     | Dur (int.) | Matteo Berrettini Jannik Sinner   | Máximo González Andrés Molteni   | 6-4, 7-5       | Parcours |
|                                                                        |               |            |            |                                   |                                  |                |          |
| 2024 - 1/2 de finale (groupe mondial) - Italie - Australie 2:0         |               |            |            |                                   |                                  |                |          |
| 11                                                                     | 23/11/2024    | Malaga     | Dur (int.) | Jannik Sinner                     | Alex de Minaur                   | 6-3, 6-4       | Parcours |
|                                                                        |               |            |            |                                   |                                  |                |          |
| 2024 - Finale (groupe mondial) - Italie - Pays-Bas 2:0                 |               |            |            |                                   |                                  |                |          |
| 12                                                                     | 24/11/2024    | Malaga     | Dur (int.) | Jannik Sinner                     | Tallon Griekspoor                | 7-62, 6-2      | Parcours |

Son bilan en Coupe Davis est le suivant :
| Simple                   | Double                   |
| ------------------------ | ------------------------ |
| Victoire(s) - Défaite(s) | Victoire(s) - Défaite(s) |
| 12 - 1                   | 3 - 3                    |

Source : (en) Jannik Sinner - Win / Loss. sur le site de la Coupe Davis

## Confrontations avec ses principaux adversaires
Confrontations lors des différents tournois ATP et en Coupe Davis avec ses principaux adversaires (6 confrontations minimum et avoir été membre du top 10). Classement par pourcentage de victoires. Situation au 19 août 2025 :
| Joueur             | Meilleur classement | Confrontations | Victoires | Défaites | Pourcentage de victoires | Dernière confrontation                                 |
| ------------------ | ------------------- | -------------- | --------- | -------- | ------------------------ | ------------------------------------------------------ |
| Stéfanos Tsitsipás | 3                   | 9              | 3         | 6        | 33,3                     | défaite (4-6, 6-3, 4-6) au Masters de Monte-Carlo 2024 |
| Carlos Alcaraz     | 1                   | 14             | 5         | 9        | 35,7                     | défaite (0-5 ab.) à Cincinnati 2025                    |
| Alexander Zverev   | 2                   | 7              | 3         | 4        | 42,9                     | victoire (6-3, 7-64, 6-3) à l'Open d'Australie 2025    |
| Daniil Medvedev    | 1                   | 15             | 8         | 7        | 53,3                     | victoire (6-3, 6-4) au Masters 2024                    |
| Novak Djokovic     | 1                   | 10             | 6         | 4        | 60                       | victoire (6-3, 6-3, 6-4) à Wimbledon 2025              |
| Stanislas Wawrinka | 3                   | 6              | 4         | 2        | 66,7                     | victoire (6-3, 2-6, 6-4, 6-2) à l'US Open 2023         |
| Andrey Rublev      | 5                   | 10             | 7         | 3        | 70                       | victoire (6-1, 6-3, 6-4) à Roland-Garros 2025          |
| Grigor Dimitrov    | 3                   | 6              | 5         | 1        | 83,3                     | victoire (3-6, 5-7, 2-2 ab.) à Wimbledon 2025          |
| Gaël Monfils       | 6                   | 6              | 5         | 1        | 83,3                     | victoire (6-3, 3-6, 6-3) au tournoi de Rotterdam 2024  |
| Ben Shelton        | 6                   | 7              | 6         | 1        | 85,7                     | victoire (7-62, 6-4, 6-4) à Wimbledon 2025             |
| Alex de Minaur     | 6                   | 9              | 9         | 0        | 100                      | victoire (6-3, 6-2, 6-1) à l'Open d'Australie 2025     |

Ce bilan ne prend pas en compte les confrontations en qualifications, en Challenger, Futures, ou durant le parcours junior des joueurs :
- Victoire contre Alex de Minaur en finale du Next Generation ATP Finals 2019 (4-2, 4-1, 4-2).

## Victoires sur le top 10
Toutes ses victoires sur des joueurs classés dans le top 10 de l'ATP lors de la rencontre.
| Légende      |
| Grand Chelem |
| Masters      |
| Masters 1000 |
| ATP 500      |
| ATP 250      |
| Coupe Davis  |

| #  | J.S.  | Tournoi          | Année | Surface      | Adversaire         | Rang  | Tour   | Score                   |
| -- | ----- | ---------------- | ----- | ------------ | ------------------ | ----- | ------ | ----------------------- |
| 1  | no 79 | Rotterdam        | 2020  | Dur (int.)   | David Goffin       | no 10 | 1/8    | 7-67, 7-5               |
| 2  | no 81 | Rome             | 2020  | Terre battue | Stéfanos Tsitsipás | no 6  | 1/16   | 6-1, 69-7, 6-2          |
| 3  | no 75 | Roland-Garros    | 2020  | Terre battue | Alexander Zverev   | no 7  | 1/8    | 6-3, 6-3, 4-6, 6-3      |
| 4  | no 19 | Barcelone        | 2021  | Terre battue | Andrey Rublev      | no 7  | 1/4    | 6-2, 7-68               |
| 5  | no 11 | Vienne           | 2021  | Dur (int.)   | Casper Ruud        | no 8  | 1/4    | 7-5, 6-1                |
| 6  | no 11 | Masters          | 2021  | Dur (int.)   | Hubert Hurkacz     | no 9  | Poules | 6-2, 6-2                |
| 7  | no 12 | Monte-Carlo      | 2022  | Terre battue | Andrey Rublev      | no 8  | 1/8    | 5-7, 6-1, 6-3           |
| 8  | no 13 | Wimbledon        | 2022  | Gazon        | Carlos Alcaraz     | no 7  | 1/8    | 6-1, 6-4, 68-7, 6-3     |
| 9  | no 10 | Umag             | 2022  | Terre battue | Carlos Alcaraz     | no 5  | Finale | 65-7, 6-1, 6-1          |
| 10 | no 14 | Rotterdam        | 2023  | Dur (int.)   | Stéfanos Tsitsipás | no 3  | 1/8    | 6-4, 6-3                |
| 11 | no 13 | Indian Wells     | 2023  | Dur          | Taylor Fritz       | no 5  | 1/4    | 6-4, 4-6, 6-4           |
| 12 | no 11 | Miami            | 2023  | Dur          | Andrey Rublev      | no 7  | 1/8    | 6-2, 6-4                |
| 13 | no 11 | Miami            | 2023  | Dur          | Carlos Alcaraz     | no 1  | 1/2    | 64-7, 6-4, 6-2          |
| 14 | no 7  | Pékin            | 2023  | Dur          | Carlos Alcaraz     | no 2  | 1/2    | 7-64, 6-1               |
| 15 | no 7  | Pékin            | 2023  | Dur          | Daniil Medvedev    | no 3  | Finale | 7-62, 7-62              |
| 16 | no 4  | Vienne           | 2023  | Dur (int.)   | Andrey Rublev      | no 5  | 1/2    | 7-5, 7-65               |
| 17 | no 4  | Vienne           | 2023  | Dur (int.)   | Daniil Medvedev    | no 3  | Finale | 7-67, 4-6, 6-3          |
| 18 | no 4  | Masters          | 2023  | Dur (int.)   | Stéfanos Tsitsipás | no 6  | Poules | 6-4, 6-4                |
| 19 | no 4  | Masters          | 2023  | Dur (int.)   | Novak Djokovic     | no 1  | Poules | 7-5, 65-7, 7-62         |
| 20 | no 4  | Masters          | 2023  | Dur (int.)   | Holger Rune        | no 8  | Poules | 6-2, 5-7, 6-4           |
| 21 | no 4  | Masters          | 2023  | Dur (int.)   | Daniil Medvedev    | no 3  | 1/2    | 6-3, 64-7, 6-1          |
| 22 | no 4  | Coupe Davis      | 2023  | Dur (int.)   | Novak Djokovic     | no 1  | 1/2    | 6-2, 2-6, 7-5           |
| 23 | no 4  | Open d'Australie | 2024  | Dur          | Andrey Rublev      | no 5  | 1/4    | 6-4, 7-65, 6-3          |
| 24 | no 4  | Open d'Australie | 2024  | Dur          | Novak Djokovic     | no 1  | 1/2    | 6-1, 6-2, 66-7, 6-3     |
| 25 | no 4  | Open d'Australie | 2024  | Dur          | Daniil Medvedev    | no 3  | Finale | 3-6, 3-6, 6-4, 6-4, 6-3 |
| 26 | no 3  | Miami            | 2024  | Dur          | Daniil Medvedev    | no 4  | 1/2    | 6-1, 6-2                |
| 27 | no 2  | Monte-Carlo      | 2024  | Terre battue | Holger Rune        | no 7  | 1/4    | 6-4, 66-7, 6-3          |
| 28 | no 2  | Roland-Garros    | 2024  | Terre battue | Grigor Dimitrov    | no 10 | 1/4    | 6-2, 6-4, 7-63          |
| 29 | no 1  | Halle            | 2024  | Gazon        | Hubert Hurkacz     | no 9  | Finale | 7-68, 7-62              |
| 30 | no 1  | Cincinnati       | 2024  | Dur          | Andrey Rublev      | no 6  | 1/4    | 4-6, 7-5, 6-4           |
| 31 | no 1  | Cincinnati       | 2024  | Dur          | Alexander Zverev   | no 4  | 1/2    | 7-69, 5-7, 7-64         |
| 32 | no 1  | US Open          | 2024  | Dur          | Daniil Medvedev    | no 5  | 1/4    | 6-2, 1-6, 6-1, 6-4      |
| 33 | no 1  | Shanghai         | 2024  | Dur          | Daniil Medvedev    | no 5  | 1/4    | 6-1, 6-4                |
| 34 | no 1  | Shanghai         | 2024  | Dur          | Novak Djokovic     | no 4  | Finale | 7-64, 6-3               |
| 35 | no 1  | Masters          | 2024  | Dur (int.)   | Alex de Minaur     | no 8  | Poules | 6-3, 6-4                |
| 36 | no 1  | Masters          | 2024  | Dur (int.)   | Taylor Fritz       | no 5  | Poules | 6-4, 6-4                |
| 37 | no 1  | Masters          | 2024  | Dur (int.)   | Daniil Medvedev    | no 4  | Poules | 6-3, 6-4                |
| 38 | no 1  | Masters          | 2024  | Dur (int.)   | Casper Ruud        | no 7  | 1/2    | 6-1, 6-2                |
| 39 | no 1  | Masters          | 2024  | Dur (int.)   | Taylor Fritz       | no 5  | Finale | 6-4, 6-4                |
| 40 | no 1  | Coupe Davis      | 2024  | Dur (int.)   | Alex de Minaur     | no 9  | 1/2    | 6-3, 6-4                |
| 41 | no 1  | Open d'Australie | 2025  | Dur          | Alex de Minaur     | no 8  | 1/4    | 6-3, 6-2, 6-1           |
| 42 | no 1  | Open d'Australie | 2025  | Dur          | Alexander Zverev   | no 2  | Finale | 6-3, 7-64, 6-3          |
| 43 | no 1  | Rome             | 2025  | Terre battue | Casper Ruud        | no 7  | 1/4    | 6-0, 6-1                |
| 44 | no 1  | Roland-Garros    | 2025  | Terre battue | Novak Djokovic     | no 6  | 1/2    | 6-4, 7-5, 7-63          |
| 45 | no 1  | Wimbledon        | 2025  | Gazon        | Ben Shelton        | no 10 | 1/4    | 7-62, 6-4, 6-4          |
| 46 | no 1  | Wimbledon        | 2025  | Gazon        | Novak Djokovic     | no 6  | 1/2    | 6-3, 6-3, 6-4           |
| 47 | no 1  | Wimbledon        | 2025  | Gazon        | Carlos Alcaraz     | no 2  | Finale | 4-6, 6-4, 6-4, 6-4      |

## Classements ATP en fin de saison
| Année          | 2018 | 2019 | 2020 | 2021 | 2022 | 2023 | 2024 |
| Rang en simple | 763  | 78   | 37   | 10   | 15   | 4    | 1    |
| Rang en double | 752  | 383  | 415  | 130  | 837  | 496  | 335  |

Source : (en) Classements de Jannik Sinner sur le site officiel de la Fédération internationale de tennis

### En tant que numéro 1 mondial
| # | Précédée par   | Dates        | Suivie par | Nombre de semaines | Cumul |
| - | -------------- | ------------ | ---------- | ------------------ | ----- |
| 1 | Novak Djokovic | 10/06/2024 - | en cours   | 63                 | 63    |

## Distinctions
- ATP Award : Révélation de l'année en 2019
- Gazetta Sports Award : Meilleure performance du sport italien en 2019
- ATP Award : Joueur s'étant le plus amélioré en 2023 et Joueur préféré élu par les fans en 2023 et 2024